# Brunlira
Brunlira (Puffinus nativitatis) är en fågel i familjen liror inom ordningen stormfåglar som förekommer i Stilla havet.

## Utseende och läten
Brunliran är en medelstor (33–38 cm), slank och helt mörk lira. Både vingar och stjärt är korta och runda, den relativt lilla näbben mörk, liksom fötterna. Fjäderdräkten är genomgående sotbrun, ibland med ett vitaktigt stråk på underisdan av vingen. Flykten är nära vattenytan med snabba vingslag och långa glid på stela vingar. Den är mindre än liknande kortstjärtad lira, grålira och kilstjärtsliran, den senare även genom mörkare fjäderdräkt, smalare vingar, kortare stjärt och snabbare flykt. Det enda dokumenterade lätet är ett utdraget, tvåstavigt klagande läte.

## Utbredning och systematik
Brunliran häckar i ett område från Hawaiiöarna i norr, söderut till Phoenixöarna och österut till Marquesasöarna samt Påskön. Utanför häckningstid är den vida spridd i tropiska mellersta Stilla havet och har noterats utanför Mexiko och norra Chile i öst till Boninöarna utanför Japan i väst. 

## Systematik
Brunliran troddes tidigare stå nära de liknande arterna grålira och kortstjärtad lira. DNA-studier visar dock att den står närmare komplexet kring mindre lira. Den behandlas som monotypisk, det vill säga att den inte delas in i några underarter.

## Levnadssätt
Brunlira är en havslevande fågel som endast kommer nära land vid häckningskolonierna. Den lever mestadels av fisk och framför allt bläckfisk, endast i mindre utsträckning kräftdjur. Häckningstiden varierar geografiskt, med start i mars i Hawaiiöarna och mellan slutet av mars och början av maj på Johnston Atoll, men på vissa ställen tydligen året runt.

Häckande brunlira.

## Status och hot
Arten har ett stort utbredningsområde och en stor population med stabil utveckling och tros inte vara utsatt för något substantiellt hot. Utifrån dessa kriterier kategoriserar internationella naturvårdsunionen IUCN arten som livskraftig (LC). Världspopulationen uppskattas till 150.000 individer.